# Ochthebius metallescens
Ochthebius metallescens är en skalbaggsart som beskrevs av Wilhelm Gottlob Rosenhauer 1847. Ochthebius metallescens ingår i släktet Ochthebius och familjen vattenbrynsbaggar. Arten har ej påträffats i Sverige.

## Underarter
Arten delas in i följande underarter:
- O. m. plato
- O. m. metallescens